# Provincia di Como
La provincia di Como è una provincia italiana della Lombardia con 598 241 abitanti e il cui capoluogo è la città di Como. È compresa all'interno della Regio Insubrica, di cui rappresenta la porzione centrale, e della regione storica insubre.
Confina a nord e a ovest con la Svizzera (Canton Ticino e Canton Grigioni), a est con la provincia di Sondrio e la provincia di Lecco, a sud con la provincia di Monza e della Brianza e a ovest con la provincia di Varese. Ha un'exclave in territorio svizzero, il comune di Campione d'Italia.
Il territorio provinciale anticamente era più vasto e comprendeva fino al 1927 anche la parte settentrionale della provincia di Varese (istituita con R.D.L. 2 gennaio 1927, n. 1) e, fino al 1992, la quasi totalità della provincia di Lecco (istituita con D.P.R. 6 marzo 1992, n. 250).

## Simboli

Il gonfalone della provincia

L'attuale stemma della provincia di Como è stato concesso con decreto del presidente della Repubblica del 5 aprile 2006.
(D.P.R. 05.04.2006)
Lo stemma della provincia di Como è stato modificato nel 2005, dieci anni dopo il distaccamento della provincia lecchese. La parte alta (prima unica con la croce bianca su sfondo rosso e la scritta Libertas) è stata divisa in due sezioni mentre la parte sottostante è stata riunita in un'unica banda, eliminando la divisione tra i simboli di Como e Lecco.
Il leone (simbolo della città di Lecco) è stato sostituito dalla croce di Rovenna, circondata da 4 stelle a 6 punte che ricordano come dall'Antico dominio di Como si siano poi gemmate quattro realtà istituzionali ora autonome: Sondrio, Varese, Lecco e il Canton Ticino. Nella fascia inferiore trova spazio un disegno geometrico dei Magistri cumacini presente sul basamento della facciata del duomo di Como. Il simbolo ha significati molteplici, infatti rappresenta un'opera lignea di intaglio, ma anche una ruota dentata oppure una rosa dei venti.

### Stemmi precedenti
Nel 1905 è attestato uno stemma presente al Congresso delle Province di Napoli: semitroncato partito: il 1º di Varese (troncato: sopra di rosso, al palo d'argento, sotto d'argento); il 2º di Como (di rosso, alla croce d'argento); il 3º di Lecco (partito: il primo d'argento, alla croce di rosso, il secondo di rosso al leone d'oro, rivoltato.
Erano qui rappresentate le armi dei capoluoghi di circondario dell'epoca ma, privo di concessione ufficiale, presentava varianti nel corso degli anni.
Dal 1925 al 1927 venne adottato uno stemma concesso con regio decreto del 24 maggio 1925.
Vi erano rappresentate le armi dei capoluoghi dei tre circondari dell'epoca. La croce di Como non era embricata. In seguito al distacco della provincia di Varese (decretata il 2 gennaio 1927), lo stemma concesso appena due anni prima dovette essere modificato.

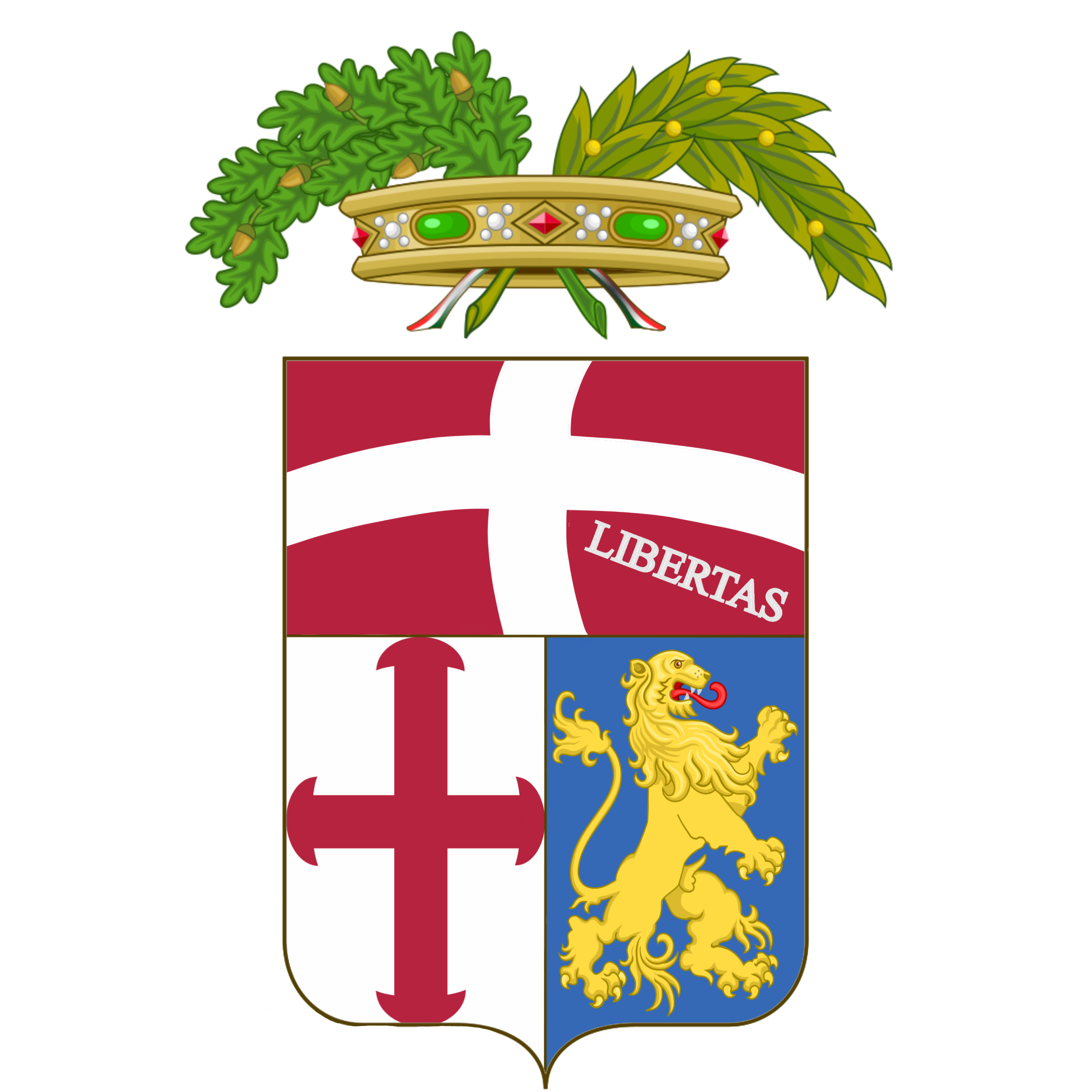
Stemma in uso fino al 2006

Dal 1927 al 2006 venne utilizzato lo stemma concesso con regio decreto del 21 luglio 1927.
La metà superiore dello scudo rappresentava Como, quella inferiore Lecco. Dal 1933 al 1943 era ornato dal capo del Littorio.

### Gonfalone
Il gonfalone, concesso con il D.P.R. del 5 aprile 2006, è un drappo di giallo con la bordatura di rosso.

## Geografia fisica

### Territorio

Mappa delle divisioni della provincia di Como

Il territorio comasco può essere diviso in aree geografiche omogenee dal punto di vista climatico, morfologico e demografico. Utilizzate fino al 2009 solamente per motivi statistici dall'ufficio turistico provinciale, oggi coincidono con le principali comunità montane della provincia. Da nord a sud:
- Alto Lario, che comprende i comuni affacciati sul lago di Como a nord di Menaggio e le rispettive valli laterali;
- Valli del Ceresio, che comprende i comuni sulla sponda del lago di Lugano e delle valli limitrofe (Val Cavargna, Val Menaggio e Valsolda), tra cui i centri principali di Porlezza e Menaggio;
- Lario Intelvese, che comprende i comuni della Val d'Intelvi e del basso lago di Como, ovvero posti a sud di Menaggio;
- Triangolo Lariano, che comprende i comuni della Penisola Lariana tra cui Canzo, Bellagio, la Vallassina e la Valbrona;
- l'Area urbana di Como, che comprende i comuni della prima cintura del capoluogo San Fermo della Battaglia, Lipomo, Montano Lucino;
- L'Olgiatese, che comprende i comuni montuosi posti a ovest del capoluogo, il cui centro principale è Olgiate Comasco;
- la Bassa comasca, posta a sud dell'Olgiatese, che comprende i comuni più meridionali e pianeggianti della provincia, tra cui Lomazzo, Turate e Fino Mornasco;
- l'Alta Brianza Comasca, che comprende Cantù, Mariano Comense ed Erba, i tre centri più popolosi dopo il capoluogo.

### Clima
Le temperature variano dai -5/+5 °C in gennaio ai +20/+30 °C in luglio. La provincia è situata nell'area prealpina ed è caratterizzata da un clima semi-continentale. Gli inverni sono generalmente freddi, specie in montagna, mentre le estati sono calde e afose. Fa eccezione la costiera lariana (specie la Tremezzina), che gode di un clima relativamente più dolce. L'umidità è sempre molto elevata per tutto l'anno.
| COMO                               | Mesi | Mesi | Mesi | Mesi | Mesi | Mesi | Mesi | Mesi | Mesi | Mesi | Mesi | Mesi | Stagioni | Stagioni | Stagioni | Stagioni | Anno  |
| COMO                               | Gen  | Feb  | Mar  | Apr  | Mag  | Giu  | Lug  | Ago  | Set  | Ott  | Nov  | Dic  | Inv      | Pri      | Est      | Aut      | Anno  |
| ---------------------------------- | ---- | ---- | ---- | ---- | ---- | ---- | ---- | ---- | ---- | ---- | ---- | ---- | -------- | -------- | -------- | -------- | ----- |
| T. max. media (°C)                 | 6,6  | 8,8  | 12,7 | 17,1 | 21,1 | 25,4 | 28,3 | 27,1 | 23,6 | 18,1 | 11,6 | 7,7  | 7,7      | 17,0     | 26,9     | 17,8     | 17,3  |
| T. min. media (°C)                 | 0,4  | 1,5  | 4,6  | 8,1  | 11,6 | 15,7 | 18,1 | 17,5 | 14,0 | 10,0 | 5,2  | 1,4  | 1,1      | 8,1      | 17,1     | 9,7      | 9,0   |
| Precipitazioni (mm)                | 69   | 76   | 117  | 107  | 161  | 134  | 85   | 136  | 116  | 125  | 129  | 63   | 208      | 385      | 355      | 370      | 1 318 |
| Giorni di pioggia                  | 6    | 6    | 8    | 9    | 12   | 10   | 7    | 9    | 7    | 7    | 8    | 6    | 18       | 29       | 26       | 22       | 95    |
| Eliofania assoluta (ore al giorno) | 3,2  | 3,7  | 4,5  | 5,4  | 5,4  | 6,7  | 7,6  | 6,9  | 5,6  | 4,4  | 3,0  | 3,1  | 3,3      | 5,1      | 7,1      | 4,3      | 5,0   |

### Idrografia

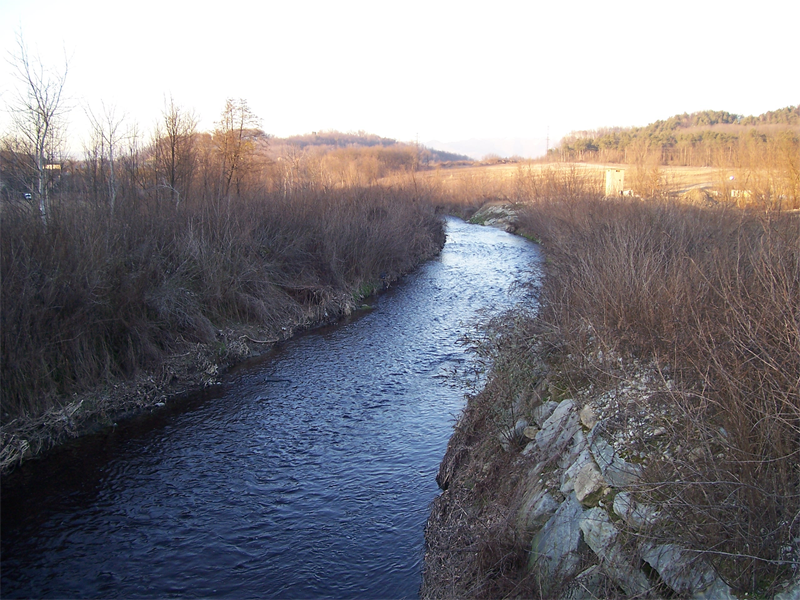
Il fiume Seveso al confine tra Cantù e Carimate

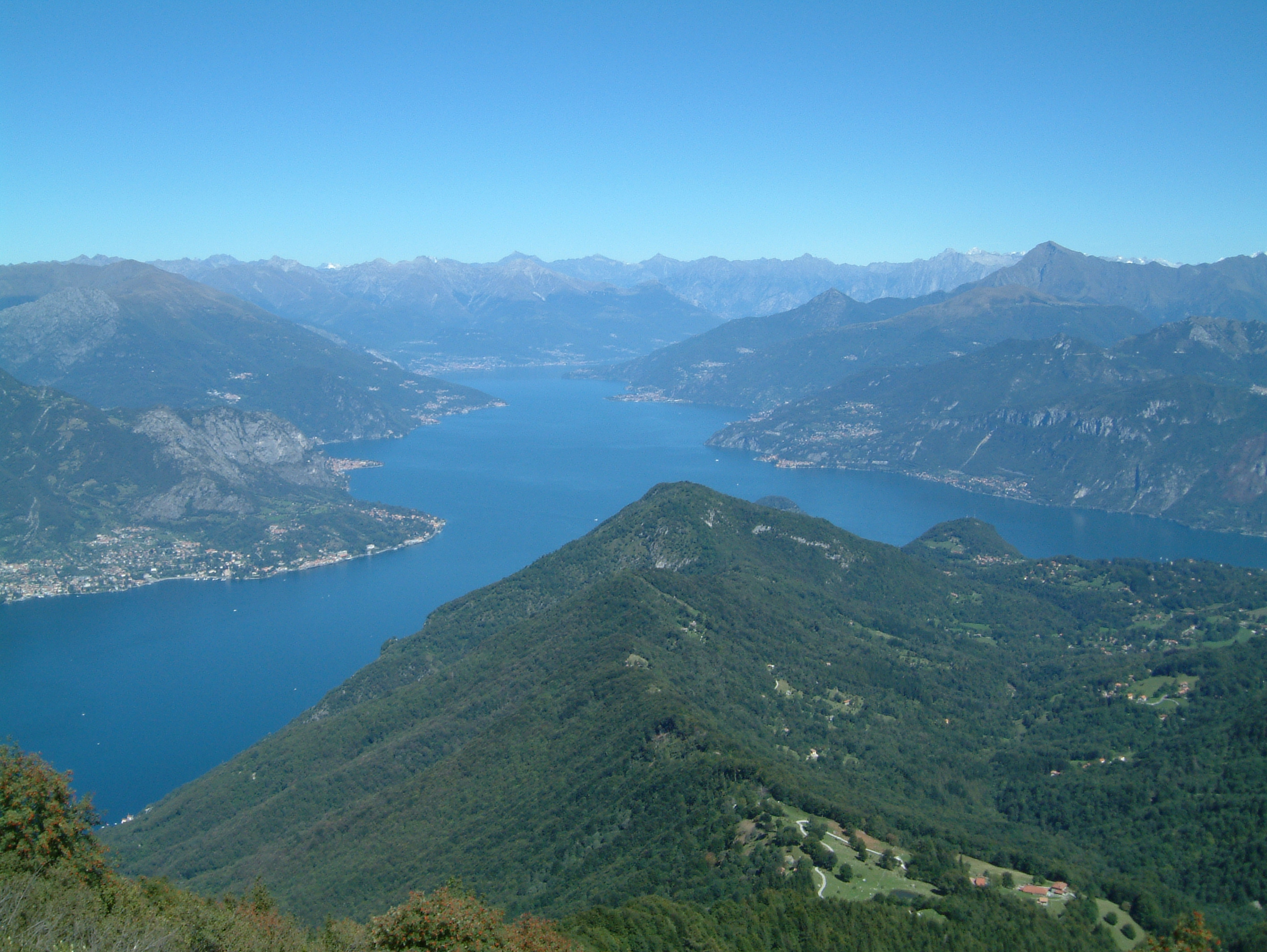
Il lago di Como visto dal Monte San Primo

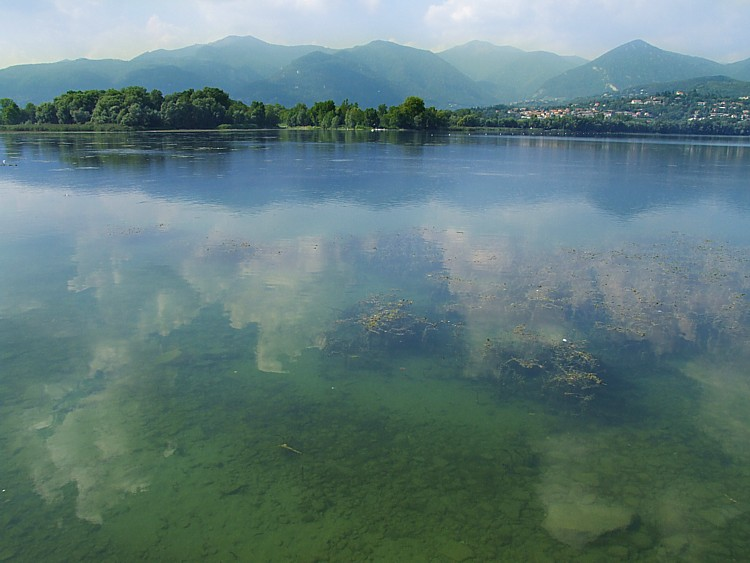
Il lago di Pusiano e l'Isola dei Cipressi

#### I fiumi
La provincia di Como è interessata dal flusso di numerosi fiumi e torrenti di piccola o media portata, oltre a ospitare diverse sorgenti acquifere. Sono tre i fiumi principali che bagnano il territorio provinciale:
- il più importante è il Lambro, la cui fonte si trova in località Alpe del Piano Rancio nel bel mezzo della regione denominata Triangolo Lariano, che scorre attraversando il comune di Erba, si immette nel lago di Pusiano per poi defluire e scorrere verso sud sino al Po. Per un breve tratto segna il confine tra la provincia di Como e quella di Lecco;
- il Seveso, che nasce sul Monte Sasso a Cavallasca e percorre anche la parte brianzola della provincia;
- il Mera, che percorre il suo ultimo tratto a Sorico prima di gettarsi nel bacino settentrionale del lago di Como.

Torrenti degni di nota sono:
- il Lura, il più lungo della provincia, che nasce nel comune di Uggiate con Ronago al confine tra la Lombardia e il Canton Ticino per poi scorrere lungo tutta la zona a sud-ovest della provincia, attraversando tra l'altro i comuni di Lurate Caccivio, Cadorago, Lomazzo e Rovellasca, scorrendo in un tratto nell'omonima valle. Il torrente prosegue in Provincia di Varese, bagnando Saronno e nel Milanese, dove lambisce Rho. A valle di questa cittadina, il torrente confluisce nel fiume Olona;
- il Serenza e il Terrò (tributari del Seveso) che scorrono nell'area canturina;
- il Bozzente (tributario dell'Olona) che percorre l'area della Pineta di Appiano Gentile;
- gli immissari del Lago di Como: il Cosia, l'Albano, il Liro, il Livo, il Senagra, il Telo e il Breggia;
- il Cuccio, che si getta nel lago di Lugano a Porlezza.

Vi sono poi tre torrenti che scorrono sia in territorio italiano sia in quello svizzero: il Breggia, che nasce in località Barco dei Montoni, attraversa tutta la Valle di Muggio per poi rientrare in Italia a Maslianico; il Mara, che nasce sul Monte Sighignola (nel comune di Lanzo d'Intelvi) per poi sfociare nel lago di Lugano; il Gaggiolo, che nasce a Meride nel Canton Ticino, entra in Italia e da qui prende il nome di Lanza, attraversa la Valmorea e sbocca nell'Olona nel Varesotto.

#### I laghi
Il lago di Como (o Lario) rappresenta il bacino lacustre più importante della provincia. Il Lario non è però l'unico lago presente all'interno della provincia, in quanto esistono diversi bacini minori nell'area prealpina, oltre a una porzione del Ceresio.
Sono 31 i comuni comaschi che si affacciano sullo specchio d'acqua lariano, serviti da una efficiente rete di navigazione. Sono invece cinque i comuni comaschi che si spartiscono il ramo comasco del lago di Lugano.
I laghi prealpini all'interno dei confini provinciali sono quattro e situati a ridosso dell'area Erbese, nella zona dell'Alta Brianza: il lago di Pusiano e il lago di Alserio, tra Como e Lecco, il lago di Montorfano, nell'area canturina e il lago del Segrino, piccolo bacino nel Triangolo Lariano nei pressi di Canzo.
Vi sono altri due bacini minori nella parte centro-settentrionale dell'area comasca: il lago di Mezzola, a nord, collegato al lago di Como da un breve tratto del fiume Mera e il piccolo lago di Piano, situato in Val Menaggio. È da citare infine il lago di Darengo, piccolo bacino di origine glaciale situato nell'alta val Darengo a Livo a 1780 m di altitudine.

### Orografia

#### I monti
Tutte le montagne sono situate nella parte nord della provincia, oltre la linea immaginaria che unisce le città di Varese, Como e Lecco.
Troviamo montagne che appartengono alla catena delle Alpi Lepontine e altre che fanno parte delle Prealpi lombarde.
Molti studiosi fanno passare la linea immaginaria di demarcazione tra i due gruppi montuosi dal Passo di San Jorio e da esso, attraverso la valle Albano, al Monte Legnone (già in provincia di Lecco), sull'altra sponda del Lario. Pertanto a nord di tale linea immaginaria si parla di Alpi vere e proprie, mentre a sud siamo ancora nelle Prealpi.
La divisione non è solo di natura geografica ma anche geologica; essa riguarda le rocce di cui i vari rilievi comaschi sono formati: la linea di divisione tra la fascia metamorfica e quella delle Alpi sedimentarie-calcaree passa nella zona tra l'Alto lago di Como e la fascia delle Lepontine meridionali. Il sistema montuoso alpino che va dal Passo San Jorio alla provincia di Sondrio è chiamato localmente con il nome di "Muncech". Le cime più alte superano di poco i 2 500 metri; la più elevata è il Pizzo Paglia (2593 m), la cui vetta è però situata per poche centinaia di metri totalmente in territorio elvetico. Ne consegue che il monte più elevato della provincia di Como è il Pizzo Cavregasco (2535 m), al confine con la provincia di Sondrio, anche se in realtà il punto più alto di tutta la provincia è l'anticima SSE, senza nome, del Pizzo Paglia, che raggiunge i 2 550 m di altezza. Altre cime limitrofe, sempre in provincia di Como e la cui altezza è attorno ai 2 500 metri sono il Pizzo Campanile, il Pizzo Martello, il Pizzo Ledù, il Monte Cardinello.
Restando sulla sponda occidentale del Lario e scendendo dal Passo San Jorio verso sud, entriamo nelle Prealpi e l'altitudine man mano si abbassa, passando dai 2245 m del Pizzo di Gino ai 1701 m del Monte Generoso, splendido balcone dal quale si possono ammirare i laghi di Como, Lugano e Maggiore, oltre al lago di Varese e ai piccoli laghetti limitrofi. L'ultima propaggine prima dell'inizio delle colline è il Monte Bisbino, che con i suoi 1325 m. È la montagna più alta visibile dalla città di Como.
Anche la fascia immediatamente a nord della linea immaginaria Como-Lecco, il cosiddetto Triangolo Lariano, è interamente montuoso e appartiene quasi totalmente alla provincia di Como. La vetta più elevata è il Monte San Primo (1682 m), posta in posizione molto panoramica dietro Bellagio, e dal quale si può ammirare il Lario con la caratteristica biforcazione a Y rovesciata. Specialmente in inverno, nelle giornate limpide una salita sulla sua vetta merita davvero una visita. Altre montagne di non grande rilevanza orografica ma molto apprezzate dagli escursionisti sono i monti Boletto, Bollettone e Palanzone e i caratteristici tre Corni di Canzo.

#### Le valli

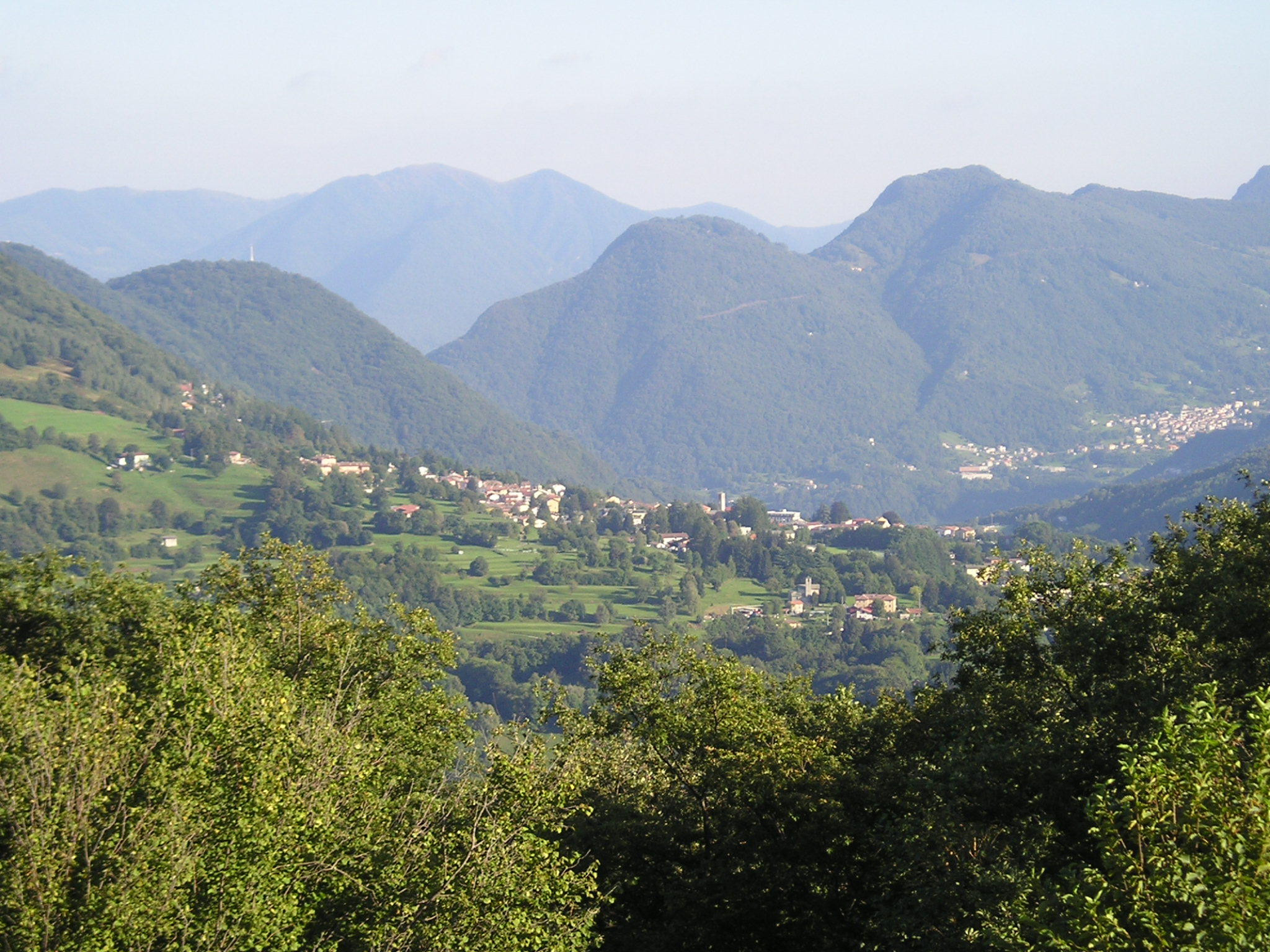
Uno scorcio della Val d'Intelvi

Nell'area comasca esistono diverse vallate: nell'area centro-settentrionale sono prevalentemente di origine glaciale mentre nella fascia meridionale vi sono delle valli minori, di modeste dimensioni, di origine fluviale.
Nell'area delle Alpi Lepontine, partendo da nord, si incontrano diversi vallate però scarsamente abitate per via delle impervie condizioni della morfologia. Le più a nord sono la Valle di Sorico e la Valle di Livo che prendono il nome dai comuni in cui si sviluppano. In località Dosso del Liro convergono le vallate del Dosso e di San Jorio. Proseguendo lungo la sponda occidentale del Lario a Dongo vi è lo sbocco della Valle Albano che prende il nome dal torrente che vi scorre al centro.
Nella parte centrale vi sono le vallate più conosciute della zona comasca, nonché centri turistici rinomati: la Val Cavargna e la comunicante Val Rezzo, poste a ridosso della sponda nord del lago di Lugano, la Valsolda, valle laterale al confine con il distretto di Lugano e la Val d'Intelvi, incastonata tra i laghi di Como e Lugano, accessibile da Porlezza e da Argegno in territorio italiano, da Arogno provenendo dalla Svizzera. Sempre dalla Svizzera, ma uscendo a Mendrisio, si può raggiungere la Valmorea, che è raggiungibile inoltre da Malnate, se si arriva da Varese, e da Uggiate con Ronago se si proviene da Como. Questa è più lontana dal lago rispetto alle altre valli comasche.
La Vallassina è la valle più popolata della provincia, nonché l'unica valle presente nel Triangolo Lariano.

## Società

### Evoluzione demografica
Abitanti censiti

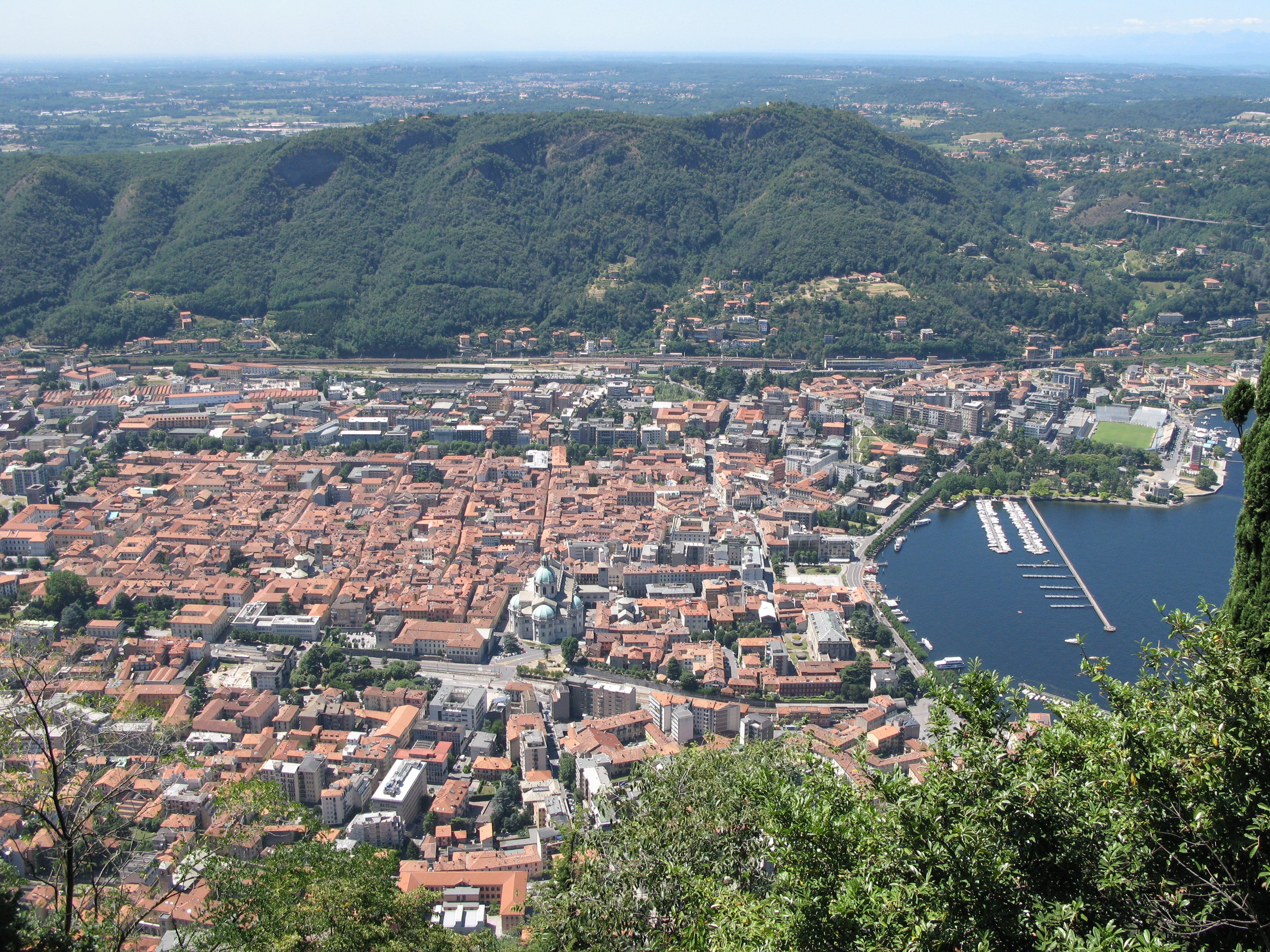
Como vista da Brunate

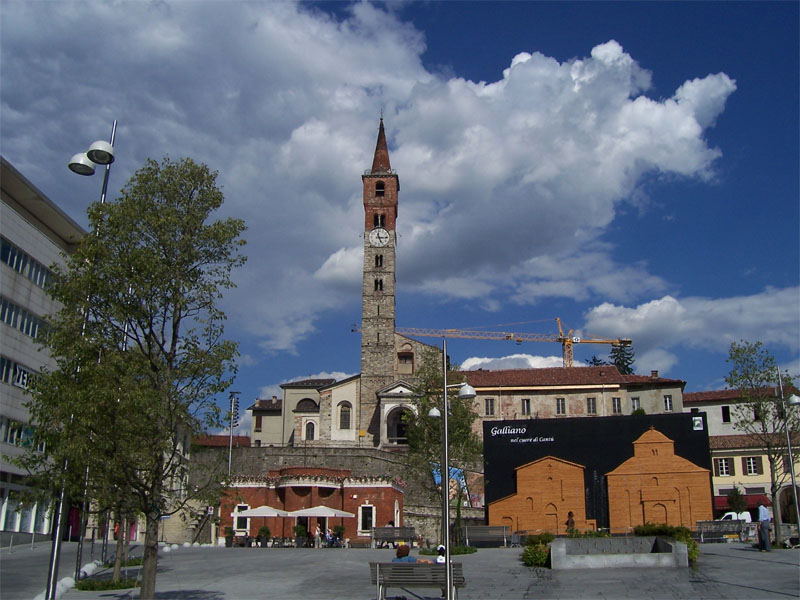
Piazza Garibaldi, il salotto di Cantù

La provincia di Como, con una popolazione di 599 000 abitanti, risulta essere la sesta delle provincie lombarde per numero d'abitanti.
Dei comuni che compongono la provincia, Como risulta essere il più popoloso con 83 175 abitanti e con la più alta densità media (2 228 ab./km²). Il comune con meno abitanti è invece Val Rezzo con una popolazione di 187 abitanti.
La zona più densamente popolata è l'area che si snoda tra i centri di Mariano Comense ed Erba sull'asse ferroviario Milano-Asso. Le ragioni sono di tipo morfologico ed economico: la zona precocemente servita dal servizio ferroviario (precedente al 1900) è sede dei maggiori centri industriali della provincia e il terreno collinare-pianeggiante ha permesso lo sviluppo di centri residenziali ben collegati da strade e mezzi di trasporto. L'area lariana e montana presenta invece diverse carenze logistiche nonché una scarsità di attività economiche.
Nel corso del dopoguerra le valli, a eccezione della Valassina, si sono spopolate a vantaggio dei piccoli-medi centri dell'area sud della provincia che registrano un costante aumento demografico.

### Etnie e minoranze straniere
Secondo le statistiche ISTAT al 1º gennaio 2016 la popolazione straniera residente nella provincia era di 48 729 persone, pari all'8% della popolazione. Le nazionalità maggiormente rappresentate in base alla loro percentuale sul totale della popolazione residente erano:
- Romania 6 187
- Marocco 5 324
- Albania 4 174
- Turchia 2 621
- Ucraina 2 476
- Filippine 2 017
- Tunisia 1 893
- Pakistan 1 676
- Sri Lanka 1 641
- Cina 1 445

In termini assoluti, i comuni con il maggior numero di residenti stranieri sono Como (11 909), Cantù (3 997) e Mariano Comense (2 166), mentre in percentuale Campione d'Italia è il comune con più residenti stranieri (il 24%).

### Qualità della vita
Secondo i dati di un'indagine sulla qualità della vita nelle province italiane del quotidiano Il Sole 24 ore pubblicata nel dicembre 2015 la provincia è piazzata al 15º posto.

## Comuni
Appartengono alla provincia di Como i seguenti 147 comuni:
- Albavilla
- Albese con Cassano
- Albiolo
- Alserio
- Alta Valle Intelvi
- Alzate Brianza
- Anzano del Parco
- Appiano Gentile
- Argegno
- Arosio
- Asso
- Barni
- Bellagio
- Bene Lario
- Beregazzo con Figliaro
- Binago
- Bizzarone
- Blessagno
- Blevio
- Bregnano
- Brenna
- Brienno
- Brunate
- Bulgarograsso
- Cabiate
- Cadorago
- Caglio
- Campione d'Italia
- Cantù
- Canzo
- Capiago Intimiano
- Carate Urio
- Carbonate
- Carimate
- Carlazzo
- Carugo
- Caslino d'Erba
- Casnate con Bernate
- Cassina Rizzardi
- Castelmarte
- Castelnuovo Bozzente
- Cavargna
- Centro Valle Intelvi
- Cerano d'Intelvi
- Cermenate
- Cernobbio
- Cirimido
- Claino con Osteno
- Colonno
- Colverde
- Como
- Corrido
- Cremia
- Cucciago
- Cusino
- Dizzasco
- Domaso
- Dongo
- Dosso del Liro
- Erba
- Eupilio
- Faggeto Lario
- Faloppio
- Fenegrò
- Figino Serenza
- Fino Mornasco
- Garzeno
- Gera Lario
- Grandate
- Grandola ed Uniti
- Gravedona ed Uniti
- Griante
- Guanzate
- Inverigo
- Laglio
- Laino
- Lambrugo
- Lasnigo
- Lezzeno
- Limido Comasco
- Lipomo
- Livo
- Locate Varesino
- Lomazzo
- Longone al Segrino
- Luisago
- Lurago Marinone
- Lurago d'Erba
- Lurate Caccivio
- Magreglio
- Mariano Comense
- Maslianico
- Menaggio
- Merone
- Moltrasio
- Monguzzo
- Montano Lucino
- Montemezzo
- Montorfano
- Mozzate
- Musso
- Nesso
- Novedrate
- Olgiate Comasco
- Oltrona di San Mamette
- Orsenigo
- Peglio
- Pianello del Lario
- Pigra
- Plesio
- Pognana Lario
- Ponna
- Ponte Lambro
- Porlezza
- Proserpio
- Pusiano
- Rezzago
- Rodero
- Rovellasca
- Rovello Porro
- Sala Comacina
- San Bartolomeo Val Cavargna
- San Fermo della Battaglia
- San Nazzaro Val Cavargna
- San Siro
- Schignano
- Senna Comasco
- Solbiate con Cagno
- Sorico
- Sormano
- Stazzona
- Tavernerio
- Torno
- Tremezzina
- Trezzone
- Turate
- Uggiate con Ronago
- Val Rezzo
- Valbrona
- Valmorea
- Valsolda
- Veleso
- Veniano
- Vercana
- Vertemate con Minoprio
- Villa Guardia
- Zelbio

### Comuni più popolosi
Di seguito è riportata la lista dei dieci principali comuni della provincia di Como ordinati per numero di abitanti (dati: https://www.tuttitalia.it/lombardia/provincia-di-como/71-comuni/popolazione/ del 01-01-2019):
| Pos. | Stemma | Comune di       | Popolazione (ab.) | Superficie (km²) | Densità (ab./km²) | Altitudine (m s.l.m.) |
| ---- | ------ | --------------- | ----------------- | ---------------- | ----------------- | --------------------- |
| 1º   |        | Como            | 82 522            | 37,34            | 2277              | 201                   |
| 2º   |        | Cantù           | 40 007            | 23,25            | 1721              | 369                   |
| 3º   |        | Mariano Comense | 25 191            | 13,80            | 1825              | 252                   |
| 4º   |        | Erba            | 16 323            | 23,80            | 686               | 320                   |
| 5º   |        | Olgiate Comasco | 11 682            | 10,96            | 1066              | 400                   |
| 6º   |        | Lomazzo         | 9 988             | 9,48             | 1054              | 296                   |
| 7º   |        | Fino Mornasco   | 9 860             | 7,24             | 1362              | 334                   |
| 8º   |        | Lurate Caccivio | 9 846             | 5,93             | 1660              | 322                   |
| 9º   |        | Turate          | 9 507             | 10,28            | 925               | 240                   |
| 10º  |        | Cermenate       | 9 236             | 8,18             | 1129              | 297                   |

Como, oltre a essere il capoluogo e il comune più popoloso, è anche il secondo più esteso (37,34 km²), preceduto solamente da Gravedona ed Uniti (39,85 km²) e seguito da Livo (33,13 km²) e Valsolda (31,74 km²).

### Comuni alle estremità geografiche
| Stemma | Comune          | Estremità geografica |
| ------ | --------------- | -------------------- |
|        | Livo            | Nord                 |
|        | Rovello Porro   | Sud                  |
|        | Locate Varesino | Ovest                |
|        | Sorico          | Est                  |

## Storia

### La preistoria
Le prime testimonianze archeologiche della presenza dell'uomo nel territorio comasco risalgono al Paleolitico.
Secondo le ultime scoperte risalenti al 2006 vi è prova di presenza sia pur saltuaria dell'uomo di Neanderthal attorno a 50 000-60 000 anni fa presso la Grotta dell'Orso nelle vicinanze dell'abitato di Erbonne nel comune di San Fedele Intelvi.
Altre testimonianze sono i ritrovamenti presso il Buco del piombo presso Erba, sicuramente di epoca musteriana. La grotta è stata frequentata, anche se in modo discontinuo da 30 000 a 10 000 anni fa dall'Homo Sapiens Sapiens, molto più difficilmente dai Neanderthal che si avviavano alla loro estinzione o erano già estinti.
Della stessa epoca è anche la punta di selce ritrovata al Tanun nell'alta Valle del Cosia.
Questi antichi manufatti ci documentano la presenza di cacciatori - raccoglitori che giungevano sulle prealpi provenienti dalla pianura a caccia di grandi branchi di erbivori, spinti dalla ricerca del cibo.
Al Mesolitico risalgono altri ritrovamenti di Erbonne, risalenti a 10 000 anni fa, e del monte Cornizzolo, più recenti. Anch'essi appartenenti a stanziamenti stagionali di cacciatori.
I reperti di Montano Lucino ci documentano invece una presenza stabile nei dintorni di Como collocabile a 6 000 anni fa.
Con il Neolitico, l'età della pietra levigata, avviene una vera e propria rivoluzione dello stile di vita. L'uomo diventa allevatore e agricoltore, impara a vivere in piccoli agglomerati urbani palafitticoli, scopre la ruota, la terracotta e la tessitura. La fase più antica è caratterizzata dai vasi a bocca quadra, mentre quella più recente dai vasi globulari forati in modo da poter essere appesi. Si ignora il rito funebre.
Testimonianze di questo periodo sono state ritrovate al lago di Varese e alla Lagozza, al Castel Grande di Bellinzona in Svizzera e a Montano Lucino.
L'Eneolitico, o età del rame, nel comasco vede il fiorire della Cultura di Civate, risalente a 2 500 anni fa.
La piccola necropoli rinvenuta nel "buco della sabbia" è caratterizzata dal rito di deporre il cadavere sul suolo senza alcuna copertura. Il corredo era composto da oggetti in rame (una perla, una spirale e un anello) e in osso di animali domestici oltre ad altri strumenti litici.
La tomba rinvenuta nel comune di Canzo vicino al lago del Segrino è unica nel suo genere. Si tratta di una tomba a cassetta litica coperta da un tumulo di pietre. Nel corredo erano presenti quattro bracciali, un pendaglio a doppia spirale e una punta di selce.
Nei dintorni sono state fatte altre scoperte del medesimo periodo (Valbrona e Magreglio).
La successiva età del bronzo dura dal 1700 al 1000 a.C.
La prima espressione nel comasco vede numerosi insediamenti appartenenti alla cultura di Polada, sviluppatasi in modo particolare nella bassa bresciana e mantovana. Gli abitati erano collocati lungo le rive di laghi o paludi in zone bonificate disponendo tronchi sul terreno in modo perpendicolare gli uni agli altri. I piccoli laghi brianzoli hanno ospitato numerosi di questi insediamenti (Bosisio Parini, lago di Pusiano, lago di Annone, lago di Montorfano, Albate).
La tomba di Ello, oggi in provincia di Lecco appartenente alla media età del bronzo è molto particolare e importante. Il corredo di guerriero in rame è tra i più antichi ritrovati in Italia. Si tratta di un elmo, due spade, due pugnali, due asce e quattro punte di lancia databili al 1300 a.C.
Nel XIII secolo, durante il bronzo finale, importanti avvenimenti determinano la fine della cultura di Polada. Un movimento di popolazioni provenienti dal nord attraversano le Alpi ed entrano nella pianura lombarda. Il loro centro più importante è localizzato a Canegrate, località che dà il nome alla nuova cultura di Canegrate.
Nel comasco testimonianze sono presenti ad Appiano Gentile. Si tratta di una civiltà limitata sia in senso cronologico sia geografico, ma che ha avuto una grande incidenza su questo territorio, soprattutto perché è stato importato il rito funebre a cremazione che sostituisce quello a inumazione.
Si suppone che l'arrivo di queste popolazioni, probabilmente celtiche non abbia avuto un impatto pacifico.
Ma è dall'unione di queste due esperienze e di queste due etnie, di Polada e di Canegrate, di popolazioni liguri e celtiche, che nascerà una nuova civiltà che gli archeologi chiamano cultura di Golasecca in contemporanea con la nascita della cultura di Hallstatt nell'Europa centrale e alla cultura di Villanova nell'Italia centrale.
In questo periodo e in questo ambito compaiono anche i primi insediamenti sulle colline a sud di Como (Cavallasca, Monte della Croce, Moncucco) e nella convalle (via Gorio e via Benzi). Ha così inizio la Civiltà Comacina o Civiltà della Cà morta che vedrà il suo massimo fiorire fino al IV secolo a.C. Como avrà un importante ruolo, soprattutto commerciale, diventando uno dei più grandi centri abitati dell'Italia settentrionale.

### Comum Oppidum
Il I millennio a.C., che corrisponde all'età del ferro, vede la nascita e lo sviluppo di una civiltà comacina inserita in una facies più ampia chiamata cultura di Golasecca, oltre che dal centro abitato di Comum Oppidum sulle pendici meridionali del Monte della Croce, nella zona compresa tra Breccia e San Fermo.
La necropoli principale di questo centro proto-urbano, ricca di materiale archeologico, è localizzata in una vasta zona chiamata Cà morta. Per questo la Civiltà comacina è detta anche Civiltà della Cà morta.
Ulteriori tre necropoli si sarebbero trovate in altrettante località, situate rispettivamente a sud-est, a nord-ovest e a nord dell'abitato di Comum Oppidum.
Gli storici comaschi classici, riportando le parole di Catone il Censore, Plinio il Vecchio e Tito Livio, attribuiscono la fondazione di Como agli Orobi o Orumbovii. Gli archeologi moderni chiamano questa popolazione Golasecchiani, popolazione di Liguri celtizzati, perché nati dalla fusione della precedente gente ligure con la popolazione celtica della cultura di Canegrate.
Il territorio che fa capo a Como, oltre al nucleo principale, comprende il Sottoceneri, tutto il lago con esclusione della sua parte estrema più settentrionale, la Brianza, l'area tra l'Adda, il Brembo e il Serio, compresa la zona di Bergamo.
I ritrovamenti più antichi nell'attuale territorio comunale di Como sono due fibule del XII-XI secolo a.C., riportate alla luce ad Albate nella seconda metà del XIX secolo.
Ai secoli X-IX a.C. risalgono invece alcune tombe a cremazione. L'abitato di Como a quel tempo era costituito da un insieme di villaggi distanziati ma in stretto contatto tra loro. Qualche nucleo era insediato anche nella convalle, sede dell'odierna città.
A partire dalla metà del VII secolo a.C., l'abitato si amplia e la comunità evolve verso forme più articolate: si affermano delle élite aristocratiche e hanno inizio contatti culturali e commerciali con il mondo halstattiano transalpino, quello paleoveneto a est e quello etrusco a sud.
In questo periodo il centro principale della cultura di Golasecca rimane sempre il comprensorio lungo le rive del Ticino. Centro che a partire dal VI secolo a.C. inspiegabilmente decade e Como diventa l'unico capoluogo del vasto territorio golasecchiano.
Tra la fine del VI secolo a.C. e l'inizio del successivo, l'abitato di Comum Oppidum diventa un florido centro commerciale tra le popolazioni transalpine e quelle situate a sud del fiume Po, vivendo il proprio periodo di massimo splendore. In questo stesso periodo, Comum Oppidum subisce una forte espansione (soprattutto nel V secolo), tanto da dare all'insediamento un aspetto di tipo urbano piuttosto che di un insieme di villaggi.
Le cause di questi processi sono ancora ignote, ma sono comunque da ricercare nella sfera dei commerci. Gli Etruschi si erano espansi a nord del Po, dando vita all'Etruria padana, colonizzando Mantova e Melpum mentre il ruolo del porto di Marsiglia decade. La direttrice fondamentale dei traffici dell'Etruria verso il mondo transalpino comprende Spina, il corso del Mincio, Brescia e Bergamo fino a Como e da qui ai passi alpini del San Bernardino e del San Gottardo passando per Lugano e Bellinzona (altro importante centro golasecchiano). Nodo fondamentale di intermediazione tra Etruschi e Celti è Como, confermato dalla presenza di innumerevoli testimonianze archeologiche di manufatti di importazione: vasellame bronzeo etrusco, ceramica attica, una dracma d'argento della zecca di Populonia, vasi di vetro di Rodi e persino dell'incenso arabo. A tali manufatti si affiancano oggetti prodotti nel territorio comense: vasellame, tessuti, oggetti in bronzo e ferro (gioielli, forbici, lame, falcetti).
Le iscrizioni ritrovate, seppur limitate, redatte in un alfabeto derivato da quello etrusco arcaico chiamato alfabeto leponzio ci assicurano il carattere celtico della popolazione comense. Si tratta di uno strato linguistico celtico pre gallico e la migliore testimonianza ci è data dalla famosa stele di Prestino "uvamokozis pliale u uvltiauiopos ariuonepos sites tetu".
Con l'inizio del IV secolo (G. IIIA3), l'abitato protostorico va incontro a un rapido declino e le necropoli si esauriscono. Il fenomeno viene collegato alle invasioni galliche del 388 a.C. che hanno scardinato il sistema politico-economico e commerciale creato dagli Etruschi.
Il centro commerciale di Como scompare, mentre ascende il ruolo di Milano, capoluogo degli Insubri in un contesto però diverso da quello commerciale etrusco: l'economia dei nuovi Galli è ora incentrata sull'allevamento e la pastorizia e gli scambi commerciali sono limitati in un ambito locale. Il sistema abitativo è costituito da abitati sparsi in un mondo prevalentemente rurale.
L'area di Como è nella seconda età del ferro per lo più disabitata. L'ubicazione di Comum Oppidum, il centro che si arrenderà al console Marco Claudio Marcello nel 196 a.C. ci è al momento sconosciuta.

### Novum Comum
La conquista della Gallia Transpadana ebbe inizio nel 225 a.C. e terminò, dopo la pausa della seconda guerra punica nel 196 a.C.
I Comenses conobbero dunque i Romani nel 196 a.C., coinvolti ad arma excitis dagli Insubri in un'alleanza, vennero sconfitti in una sanguinosa battaglia nei pressi di Comum Oppidum in cui morirono, a detta di Tito Livio, quarantamila soldati. Anche i ventotto Castella dipendenti dal capoluogo si arresero.
Il console Marco Claudio Marcello fu magnanime coi vinti. I Comensi vennero legati a Roma da un foedus, un vincolo federativo, nel rispetto delle autonomie locali. In cambio poté contare sulla loro assoluta e perenne fedeltà. Per circa un secolo, la presenza romana fu sporadica ed episodica fino a che il settentrione divenne un interesse fondamentale per assicurare una adeguata sicurezza e per saziare le mira espansionistiche commerciali e militari oltralpe.
Nell'89 a.C. Gneo Pompeo Strabone si affretta ad aiutare Como devastata da un'incursione di Reti: la restaura e conferisce ai comensi lo jus Latii, la cittadinanza latina. Successivamente nel 77 a.C. giunge a Como un gruppo di 3 000 coloni guidati da Lucio Cornelio Scipione Asiatico Emiliano che si stanziano sulle pendici circostanti l'attuale convalle. Il toponimo "Coloniola" oggi riservato a un quartiere della città, è quantomai significativo.
Ma il vero artefice e fondatore ex novo della colonia latina di Novum Comum è da tutte le fonti considerato Gaio Giulio Cesare.
Nel 59 a.C. con l'obiettivo di rafforzare Como e il Lario per la sua importanza quale via di comunicazione con i passi alpini verso l'Europa centrale e autorizzato dalla lex Vatinia che gli conferiva il potere proconsolare fonda nell'area dove è ubicata ora la città Novum Comum circondandola di mura e vi deduce 5 000 coloni tra cui 500 Greci.
Nel 49 a.C. Novum Comum acquisisce la cittadinanza romana e da colonia latina diventa municipium civium romanorum della Repubblica romana. I comensi possedevano la pienezza del diritto riservato ai cittadini di Roma. Aveva la propria Curia ed era amministrata da un collegio di quattro magistrati.

### Storia amministrativa della provincia
La provincia di Como venne istituita in seguito alla riforma amministrativa della Lombardia voluta dall'Imperatore Giuseppe II nel 1786, succedendo all'antico Contado di Como significativamente ampliato coi territori di Varese e Lecco. In età napoleonica fu sostituita dal Dipartimento del Lario, salvo essere riproposta nel Regno Lombardo-Veneto con confini che non variarono per più di un secolo, non venendo intaccata neppure dal decreto Rattazzi del 1859.
Dopo l'unità d'Italia la provincia fu suddivisa in tre circondari: di Como, di Lecco e di Varese, poi soppressi nel 1926. Nel 1927 il territorio dell'ex circondario di Varese venne distaccato per formare parte della nuova provincia di Varese. Questi comuni vennero dunque scorporati: Abbiate Guazzone, Agra, Angera, Arbizzo, Arcisate, Arcumeggia, Ardena, Armio, Arolo, Azzate, Azzio, Ballarate, Barasso, Bardello, Barza, Barzola, Bedero Valcuvia, Besano, Besozzo, Biandronno, Biegno, Bisuschio, Bizzozero, Bobbiate, Bodio Lomnago, Bogno, Bosco Valtravaglia, Brebbia, Bregano, Brenno Useria, Brenta, Brezzo di Bedero, Brinzio, Brissago, Brunello, Brusimpiano, Buguggiate, Cadegliano, Cadero con Graglio, Cadrezzate, Campagnano Veddasca, Cantello, Capolago, Capronno, Caravate, Cardana, Carnago, Caronno Corbellaro, Caronno Varesino, Casalzuigno, Casciago, Cassano Valcuvia, Castello Cabiaglio, Castelseprio, Castelveccana, Castiglione Olona, Castronno, Cavona, Cazzago Brabbia, Cellina, Cerro Lago Maggiore, Cittiglio, Clivio, Cocquio, Comabbio, Comerio, Cremenaga, Crosio della Valle, Cuasso al Monte, Cugliate, Cunardo, Curiglia, Cuveglio, Cuvio, Daverio, Due Cossani, Dumenza, Duno, Fabiasco, Ferrera di Varese, Galliate Lombardo, Garabiolo, Gavirate, Gazzada, Gemonio, Germignaga, Gornate Olona, Gornate Superiore, Grantola, Gurone, Induno Olona, Ispra, Lavena Ponte Tresa, Laveno, Leggiuno, Lisanza, Lissago, Lonate Ceppino, Lozza, Lozzo, Luino, Luvinate, Maccagno Inferiore, Maccagno Superiore, Malgesso, Malnate, Marchirolo, Marzio, Masciago Primo, Masnago, Mercallo, Mesenzana, Mombello Lago Maggiore, Monate, Montegrino, Monteviasco, Monvalle, Morazzone, Morosolo, Muceno, Musadino, Musignano, Olginasio, Oltrona al Lago, Orino, Osmate Lentate, Pino sulla Sponda del Lago Maggiore, Porto Ceresio, Porto Valtravaglia, Rancio Valcuvia, Ranco, Roggiano Valtravaglia, Rovate, Runo, Saltrio, Sangiano, Santa Maria del Monte, Sant'Ambrogio Olona, Schianno, Taino, Ternate, Torba, Tradate, Travedona, Trevisago, Tronzano Lago Maggiore, Valganna, Varano Borghi, Varese, Veccana, Vedano Olona, Velate, Venegono Inferiore, Venegono Superiore, Vergobbio, Viconago, Viggiù, Voldomino e Voltorre,
Nel 1995 il territorio provinciale venne ulteriormente ridotto per l'attivazione della provincia di Lecco, già istituita nel 1992.

## Trasporti e linee di comunicazione

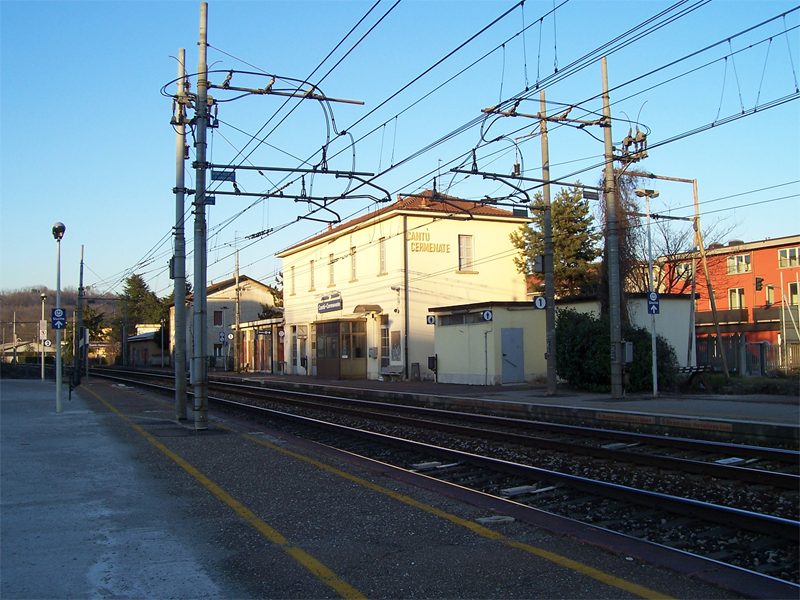
La linea Chiasso-Milano alla stazione di Cantù-Cermenate

### Linee ferroviarie
Nella provincia di Como le linee ferroviarie principali sono tre:
- la linea Chiasso-Milano, gestita dalla RFI
- la linea Saronno-Como, gestita da FNM
- la linea Milano Cadorna-Asso, gestita da FNM

Un'altra linea d'importanza secondaria che interessa l'area brianzola è il collegamento ferroviario Como-Lecco, gestito dalla RFI, che collega i due capoluoghi passando per Cantù e Merone. La linea, classificata negli anni sessanta come "ramo secco", negli ultimi anni è oggetto di rivalutazioni.
D'interesse marginale è invece la linea FNM Saronno-Laveno, che attraversa il territorio comasco presso le stazioni di Gerenzano-Turate, Mozzate e Locate Varesino-Carbonate.
Sono infine esistite due linee ferroviarie, ormai scomparse e di cui rimangono poche tracce: la linea Como-Varese (gestita da FNM) e la linea Menaggio-Porlezza (gestita dapprima dalla Società di Navigazione e Ferrovie pel lago di Lugano e poi dalla Società Prealpina Trasporti).

### Tranvia
Fra il 1906 e il 1952 la provincia era collegata con la rete tranviaria sostituita dalla rete filoviaria in funzione dal 1938 al 1978.

### Funicolari e funivie

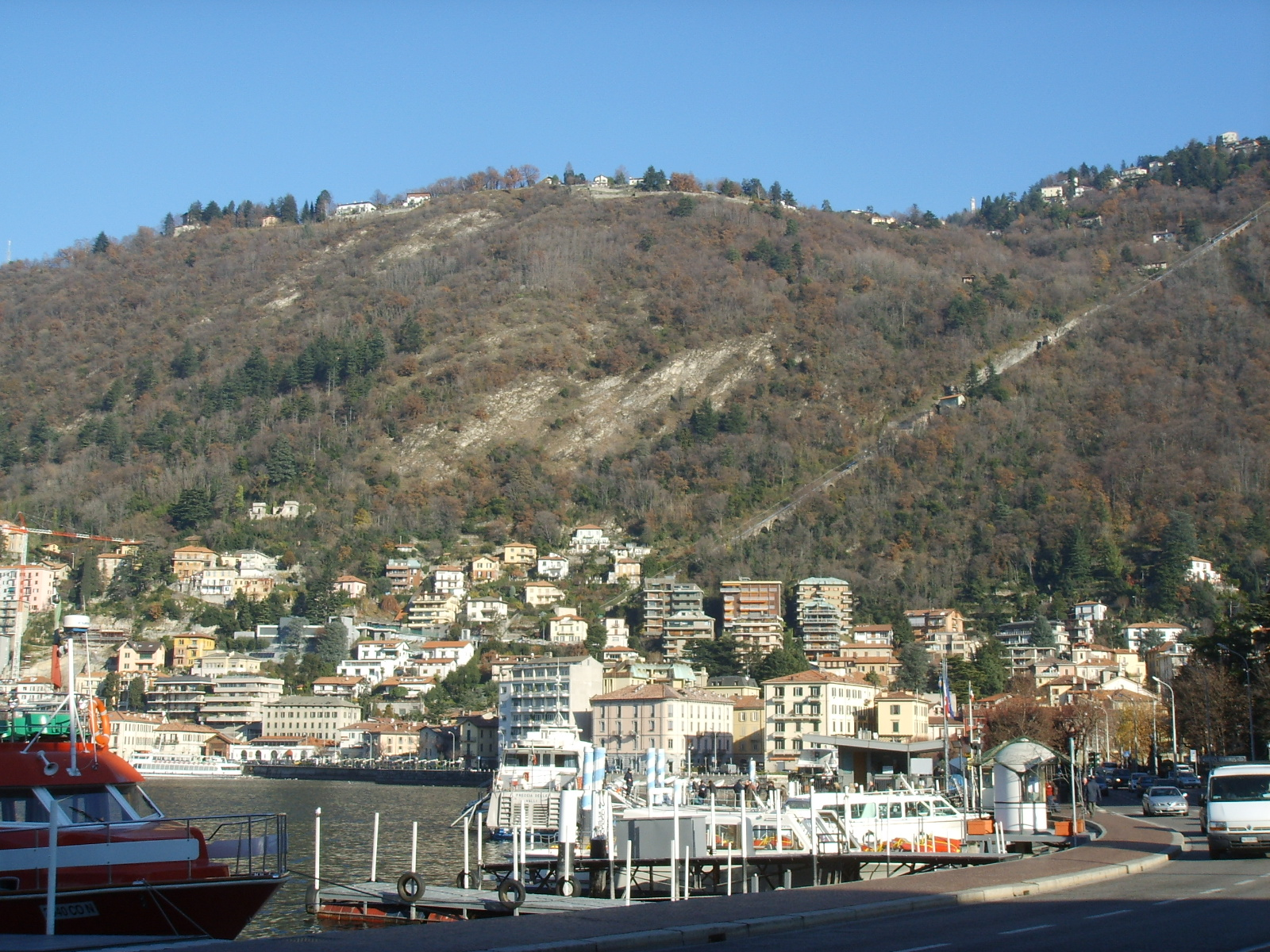
La linea Como-Brunate vista dal lago rappresentata dalla linea diagonale sulla destra

Nella provincia di Como esistono una funicolare e una funivia.
La funicolare Como-Brunate che collega dal 1894 il capoluogo con il piccolo centro montano posto al di sopra della città e permette una visione privilegiata del primo bacino lariano. Costruita per finalità commerciali con lo sviluppo del turismo di massa acquista grande importanza. Il servizio è ora gestito dall'ATM di Milano.
La funivia Argegno-Pigra collega il centro lariano con il soprastante comune della Val d'Intelvi.
La funicolare Lanzo-Santa Margherita funzionò dal 1907 al 1977 e collegava la Val d'Intelvi con il lago di Lugano. Attualmente un comitato sostiene il ripristino della funicolare, una volta eseguite le necessarie opere di restauro e di sistemazione degli impianti.

### Linee stradali

#### Strade
La principale arteria autostradale che interessa il territorio comasco è la A9, detta anche Autostrada dei Laghi, che congiunge Como e la Svizzera con Milano. Nell'area urbana di Como (tra le uscite Lago di Como e Como Centro, tra le quali è compresa quella di Como Monte Olimpino) non è previsto il pagamento del pedaggio. Gli altri ingressi situati nella provincia sono quelli di Fino Mornasco, Lomazzo e Turate. Sono terminati i lavori per la costruzione della terza corsia fino a Como Sud in entrambi i sensi di marcia.
Il territorio è attraversato anche dalla A36 Autostrada Pedemontana Lombarda (passaggio attraverso il territorio dei comuni di Mozzate, Limido Comasco, Fenegrò, Cirimido, Turate e Lomazzo) e dalla A59 Tangenziale di Como: per entrambe le arterie sono in previsione dei prolungamenti. In particolare, attraverso l'Autostrada Pedemontana si vorrà collegare direttamente Bergamo e l'Aeroporto di Milano-Malpensa, mentre la Tangenziale di Como sarà in grado di collegare Villa Guardia e Albese con Cassano senza passare per il capoluogo.

#### Strade statali
Tutte le principali strade statali della provincia passano per il capoluogo. Le due vie di collegamento più importanti sono la SS 35 dei Giovi e la SS 342 Briantea che mettono in collegamento Como con Milano, Varese e Bergamo.
Le due strade che costeggiano il lago di Como sono la SS 340 Regina e la SS 583 Lariana. La prima costeggia la riva occidentale del Lario mentre la seconda percorre l'area del Triangolo Lariano da Como a Lecco passando per Bellagio.
Esistono poi due collegamenti che interessano parzialmente o in modo minore il territorio provinciale: la SS 639 di Pusiano e Garlate, che collega Como e Lecco passando per Erba, e la SS 233 Varesina, passante per Turate, Mozzate, Carbonate e Locate Varesino.

#### Navigazione
Vedi: Lago di Como.

### Aeroporti
Nonostante in provincia non vi sia alcun aeroporto a uso civile, sono presenti due particolari strutture aeroportuali:
- Aeroporto di Alzate Brianza, dedicato al volo a vela e sede di una scuola di volo dedicata.
- Idroscalo internazionale di Como, dedicato all'ammaraggio e il decollo di idrovolanti situato sul lago di Como, nella città di Como. È l'unico idroscalo certificato attualmente operativo in Italia.

## Cultura

### Università e istruzione superiore
La provincia di Como si avvale della presenza dell'Università degli Studi dell'Insubria e del Politecnico di Milano. Como è sede universitaria dal 1987, anno di avvio dei primi corsi del Diploma a fini speciali in Informatica Gestionale avviato dal Politecnico di Milano. Dal 1989 è sede di regolari corsi di laurea in Ingegneria gemmati appunto dal Politecnico milanese oltre che in Scienze e più tardi in Giurisprudenza, gemmati dall'Università degli studi di Milano. Dal 1998 questi ultimi corsi confluiscono nell'Università degli studi dell'Insubria insieme agli analoghi corsi di Varese. La sua istituzione risale al febbraio 1997 quando l'Osservatorio per la valutazione del sistema universitario attua una fase di scorporo delle attività dell'Università degli Studi di Milano, creando una università bipolare e concedendo autonomia ai corsi di laurea e alle Facoltà di Como e Varese. L'inizio dell'attività avvenne il 14 luglio 1998. A Como hanno sede le facoltà di Scienze Matematiche, Fisiche e Naturali e di Giurisprudenza, inoltre sono presenti dei corsi di Economia e Medicina. A Como ha sede, presso il prestigioso Palazzo Natta, il Rettorato Comasco dell'Università degli Studi dell'Insubria.
Per quanto riguarda le arti e la musica Como è sede sia di un Conservatorio di musica sia di un'Accademia di belle arti.
- Il Conservatorio di Musica "Giuseppe Verdi" di Como è il più giovane fra i quattro Conservatori situati in Lombardia, essendo nato nel 1982 come sezione staccata del Conservatorio di Musica "Giuseppe Verdi" di Milano. L'Istituto ha acquisito propria autonomia nel 1996.
- L'Accademia di Belle Arti "A. Galli" di Como è una istituzione privata, nata nel 1989 e riconosciuta dal Ministero dell'Università.
- L'Istituto Superiore per Interpreti e Traduttori "F. Casnati", nato nel 1989 e trasformatosi nel 2002 in Scuola Superiore Mediatori Linguistici F. Casnati di Como abilitata dal Ministero dell'Università a rilasciare lauree triennali in Mediazione linguistica.

L'istruzione superiore statale nella provincia di Como offre una vasta scelta per ciò che riguarda le scuole di stampo umanistico-scientifico o tecnico-professionale. Nella città di Como sono presenti otto scuole di secondo grado, mentre sono sparsi nel territorio provinciale altri nove istituti superiori: tre a Cantù, tre a Erba, uno a Mariano Comense, uno a Menaggio e uno a Olgiate Comasco.

### Dialetto
I dialetti parlati in Provincia di Como sono tutti varianti della koinè del lombardo occidentale o dialetto insubre. Intellegibili fra loro, e basate sull'articolo determinativo maschile ul (contrapposto al el milanese) presentano una serie di varianti fonetiche e lessicali. La causa principale di questa disomogeneità linguistica è rappresentata dalle vicende storiche dell'attuale Provincia.
La zona brianzola è storicamente legata a Milano e risente dell'influenza del Milanese. A Como e nell'area canturina viene parlato il dialetto comasco, utilizzato fra l'altro dal poeta Gianpaolo Mascheroni e codificato da La Famiglia Comasca.
Nell'Alta Brianza l'accento rimane abbastanza fedele a quello del capoluogo, pur esistendo varianti locali come il canzese e il vallassinese, circoscritti alle aree di Canzo e dei comuni centrali del Triangolo Lariano. Sul Lario il dialetto comasco assume una propria fisionomia con la variante del dialetto laghée (anche detto tremezzino) che risente delle influenze della vicina parlata ticinese. Particolare successo ha ottenuto questa variante comasca con il cantautore Davide Van De Sfroos che ha esportato la parlata comasca in tutto il mondo.
Nella Bassa Comasca, e in particolare nei Comuni di Locate Varesino, Carbonate e Mozzate, la variante locale è più simile al Saronnese e al basso Varesotto. A Turate compaiono invece tratti liguri e le vocali turbate similmente al dialetto bustocco. Da ultimo in Val Cavargna e in Valle Albano, a causa del secolare isolamento, si sono sviluppati dei dialetti originali: il cavargnon e il muncecch. I Cavargnoni hanno anche elaborato il rungin, un gergo incomprensibile ai non iniziati.

### Riti ambrosiano e romano della Chiesa cattolica
Nella giurisdizione ecclesiastica della Chiesa cattolica, parte del territorio della provincia appartiene alla diocesi di Como, mentre un'altra parte fa parte dell'arcidiocesi di Milano.
Appartengono alla diocesi ambrosiana Campione d'Italia, come pure le parrocchie dei decanati di Appiano Gentile, Asso, Canzo, Cantù, Mariano Comense, Erba, Porlezza e Tradate, che per la liturgia seguono il rito ambrosiano, mentre in diocesi di Como si utilizza il rito romano.
Le parrocchie di Lomazzo San Vito e Montorfano appartenevano un tempo all'arcidiocesi di Milano e seguivano la liturgia e il calendario ambrosiano, ma con il loro passaggio alla diocesi di Como sono passate di fatto al rito romano. Il territorio di Capiago Intimiano è formato da due parrocchie cattoliche: Intimiano è di rito ambrosiano e fa parte dell'arcidiocesi di Milano, mentre Capiago è di rito romano e appartiene alla diocesi di Como.

### Arte e monumenti

#### Monumenti nazionali
Nel comasco vi sono nove monumenti nazionali della Repubblica Italiana.
|                 | Monumenti nazionali                 |
| --------------- | ----------------------------------- |
| Como            | Casa natale di Alessandro Volta     |
| Como            | Tomba di Alessandro Volta           |
| Como            | Pontificio Collegio Gallio          |
| Bellagio        | Villa Melzi d'Eril                  |
| Cantù           | Complesso monumentale di Galliano   |
| Gravedona       | Palazzo Gallio                      |
| Gravedona       | Chiesa di Santa Maria del Tiglio    |
| Gravedona       | Chiesa dei Santi Gusmeo e Matteo    |
| Mariano Comense | Battistero di San Giovanni Battista |

#### Ville e castelli
|           | Ville e castelli                           |
| --------- | ------------------------------------------ |
| Blevio    | Villa Cademartori                          |
| Carimate  | Castello di Carimate                       |
| Cernobbio | Villa d'Este                               |
| Cernobbio | Villa Erba                                 |
| Como      | Villa Olmo                                 |
| Como      | Castel Baradello                           |
| Como      | Castello della Torre Rotonda               |
| Erba      | Villa Amalia                               |
| Erba      | Torre di Incino                            |
| Erba      | Castello di Casiglio                       |
| Erba      | Castello di Pomerio                        |
| Erba      | Villa Ceriani (detta "Villa San Giuseppe") |
| Laglio    | Villa Oleandra                             |
| Laglio    | Villa Veronesi già Cetti detta La Punta    |
| Lenno     | Villa del Balbianello                      |
| Menaggio  | Villa Vigoni                               |
| Sorico    | Palazzo Giulini                            |
| Tremezzo  | Villa Carlotta                             |

#### Chiese e luoghi sacri
|                        | Chiese, santuari e oratori                     |
| ---------------------- | ---------------------------------------------- |
| Como                   | Duomo di Como                                  |
| Como                   | Basilica di Sant'Abbondio                      |
| Como                   | Basilica di San Fedele                         |
| Campione d'Italia      | Chiesa di San Zenone                           |
| Campione d'Italia      | Chiesa di Santa Maria dei Ghirli               |
| Campione d'Italia      | Chiesa-oratorio di San Pietro                  |
| Cantù                  | Complesso monumentale di Galliano              |
| Erba                   | Chiesa di Sant'Eufemia                         |
| Laglio                 | Parrocchiale di San Giorgio                    |
| Magreglio              | Santuario della Madonna del Ghisallo           |
| Sorico                 | Oratorio di San Fedele                         |
| Sorico                 | Chiesa di Santo Stefano (Sorico)               |
| Sorico                 | Chiesa di San Miro                             |
| Tremezzina             | Basilica di Sant'Eufemia                       |
| Tremezzina             | Sacro Monte della Beata Vergine del Soccorso   |
| Vertemate con Minoprio | Abbazia di San Giovanni a Vertemate            |
| Villa Guardia          | Chiesa di Santa Maria Assunta                  |
| Villa Guardia          | Chiesa della Santissima Trinità Misericordiosa |

#### Teatri
|                 | Teatri                       |
| --------------- | ---------------------------- |
| Canzo           | Teatro Sociale               |
| Cantù           | Teatro San Teodoro           |
| Como            | Teatro Sociale               |
| Erba            | Licinium (teatro all'aperto) |
| Lurate Caccivio | Teatro Pax                   |

#### Musei della provincia
Il Sistema Museale della provincia di Como raccoglie tutti i musei della città di Como e del territorio della provincia.
|                    | Musei                                                     |
| ------------------ | --------------------------------------------------------- |
| Albavilla          | Museo del Buco del Piombo                                 |
| Albese con Cassano | Raccolta Museale Etnografica e dell'Acqua                 |
| Bellagio           | Museo degli Strumenti per la Navigazione                  |
| Bregnano           | Museo delle api                                           |
| Campione d'Italia  | Museo Parrocchiale                                        |
| Cantù              | Galleria del Design e dell'Arredamento - CLAC             |
| Cantù              | Casaperlarte - Fondazione Paolo Minoli                    |
| Carlazzo           | Museo Etnografico del Latte                               |
| Carlazzo           | Museo della Stampa                                        |
| Casasco d'Intelvi  | Museo della Civiltà Contadina                             |
| Cavargna           | Museo della Valle                                         |
| Cerano d'Intelvi   | Museo dello Stucco e Scagliola Intelvese                  |
| Dongo              | Museo della Resistenza Comasca                            |
| Dosso del Liro     | Museo del Dialetto                                        |
| Erba               | Civico Museo di Erba                                      |
| Grandate           | Museo del Cavallo Giocattolo                              |
| Grandola ed Uniti  | Museo Etnografico Naturalistico della Val Sanagra         |
| Grandola ed Uniti  | Museo Nautico Guido Abbate                                |
| Lanzo d'Intelvi    | Museo dei Fossili dei Monti Intelvesi                     |
| Lanzo d'Intelvi    | Museo Diocesano di Arte Sacra                             |
| Lenno              | Museo Mario Tieghi                                        |
| Magreglio          | Museo del Ciclismo                                        |
| Ponna              | Museo della Casa Contadina                                |
| San Fedele Intelvi | Piccolo Museo della Guardia di Finanza e del Contrabbando |
| San Siro           | Museo della Casa Rurale                                   |
| Turate             | Casa Militare Umberto I                                   |

#### Musei di Como
|      | Musei di Como                                     |
| ---- | ------------------------------------------------- |
| Como | Tempio Voltiano                                   |
| Como | Pinacoteca di palazzo Volpi                       |
| Como | Museo storico Giuseppe Garibaldi                  |
| Como | Museo archeologico Paolo Giovio                   |
| Como | Museo Didattico della Seta                        |
| Como | Museo Studio del Tessuto                          |
| Como | Museo della 6ª Legione della Guardia di Finanza   |
| Como | Raccolte Scientifiche del Liceo Classico A. Volta |
| Como | Museo Don Luigi Guanella                          |
| Como | Raccolta Archivio Storico Pubblicitario           |

#### Architetture a uso civile
|      | Architettura civile |
| ---- | ------------------- |
| Como | Broletto di Como    |
| Como | Casa del Fascio     |
| Como | Mura di Como        |

### Gastronomia
La cucina comasca attinge le sue ricette dalla tradizione gastronomica lariana e dell'alta Lombardia, unendo i prodotti del lago a quelli della pastorizia e della tradizione contadina.

## Amministrazioni

### Comunità montane
Molti comuni dell'entroterra e della costa sono uniti in diverse comunità montane, create per valorizzare e preservare il loro territorio ricco di bellezza naturale.
Queste comunità sono molto importanti in ambito provinciale, anzi talvolta sono quasi sostitute dirette della provincia stessa.
Esse sono:
| Denominazione | Zona geografica                                                                        | Sede amministrativa |
| --- | -------------------------------------------------------------------------------------- | ------------------- |
| Comunità montana Valli del Lario e del Ceresio, nata il 1º settembre 2009 dalla fusione della Comunità Montana dell'Alto Lario Occidentale con la Comunità Montana delle Alpi Lepontine | Sponda comasca dell'Alto Lario, Centro Lario, Ceresio comasco, Val Cavargna e Valsolda | Gravedona           |
| Comunità Montana del Lario Intelvese | Val d'Intelvi e comuni lariani da Cernobbio a Griante                                  | San Fedele Intelvi  |
| Comunità Montana del Triangolo Lariano | Triangolo Lariano                                                                      | Canzo               |

### Parchi naturali e riserve
Parchi naturali - Nella provincia di Como esistono tre parchi regionali: il parco forestale della Pineta di Appiano Gentile e i due parchi di cintura metropolitana della Valle del Lambro e della Spina Verde di Como (quest'ultimo non riconosciuto dall'EUAP). Vi sono poi tre parchi di interesse sovraccomunale, divisi con il territorio delle province circostanti: il Parco del Lura, il Parco della Brughiera Briantea e il Parco del lago del Segrino.
| Denominazione                                   | Zona geografica                              | Sede amministrativa     |
| ----------------------------------------------- | -------------------------------------------- | ----------------------- |
| Parco della Pineta di Appiano Gentile e Tradate | Appiano Gentile e dintorni                   | Castelnuovo Bozzente    |
| Parco regionale della Valle del Lambro          | Valle del Lambro, laghi di Alserio e Pusiano | Triuggio (MB)           |
| Parco Spina Verde di Como                       | Zona nord-ovest di Como                      | Como                    |
| Parco del Lura                                  | Valle del Lura                               | Cadorago                |
| Parco Sorgenti del Lura                         | Valle del Lura                               | Lurate Caccivio         |
| Brianza comasca                                 | Brianza comasca                              | Carugo                  |
| Parco della Brughiera Briantea                  | Brianza comasca                              | Lentate sul Seveso (MB) |
| Parco del Lago del Segrino                      | Lago del Segrino                             | Longone al Segrino      |

## Douzelage
(Traduzione della descrizione di Bellagio tratta dal sito del Douzelage)
La provincia di Como ha il privilegio di ospitare una località facente parte del Douzelage, Bellagio, la quale rappresenta l'Italia all'interno del gemellaggio internazionale tra i diversi luoghi di attrazione turistica europea. Con l'allargamento dell'Unione europea, i comuni aderenti sono passati dai 12 iniziali agli attuali 21.

## Sport

### Calcio
Il calcio è lo sport più diffuso sul territorio provinciale, raggiungendo una copertura capillare che tocca ogni frazione o quartiere. La più antica società calcistica comasca è l'A.C. Maslianico, fondata nel 1902. Nel corso degli anni si sono create diverse società.

Una formazione del nella stagione 1981-1982

La più gloriosa è il Como, fondata nel 1907 e che vanta tredici partecipazioni al campionato di Serie A. Negli anni ottanta ha militato per cinque stagioni consecutive nella massima serie dando spazio a numerosi talenti come Roberto Galia, Alessandro Scanziani, Silvano Fontolan e Stefano Borgonovo. Sono cresciuti nelle giovanili azzurre Luigi Meroni, indimenticato talento calcistico italiano degli anni sessanta e Gianluca Zambrotta, campione del mondo con la Nazionale italiana nel 2006.
Le altre società che hanno disputato dei campionati nazionali sono cinque. Il Cantù nel corso degli anni quaranta e cinquanta ha militato per diversi anni in Serie C e nel 2011-2012 ha disputato suo 13º torneo in Serie D. Il Mariano ha disputato il massimo campionato dilettantistico ininterrottamente tra il 1986-1987 e il 1999-2000. La Canzese, che disputò tre campionati di Serie D tra il 2002-2003 e il 2004-2005, ottenne proprio in questa stagione la promozione in Serie C2, ma rinunciò e chiuse ogni attività. La Guanzatese ha disputato il Campionato Nazionale Dilettanti/Serie D nel 1995-1996, 1996-1997, 2001-2002, 2002-2003. Infine, la Salus et Virtus Turate ha disputato i tornei 2006-2007, 2007-2008 e 2008-2009 in Serie D, prima di fondersi con la Caronnese e ripartire dalla Terza Categoria.
Da ricordare anche che, tra il 1913 e il 1923, il Chiasso disputò i tornei della FIGC e non quelli della federazione svizzera, giocando le partite interne sul campo del Mornello di Maslianico. Dopo diverse stagioni in Prima Categoria, tornò a competere nei campionati elvetici.
A livello femminile, due sono le società ad aver disputato la Serie A: il Como, già Como 2000, (otto volte, l'ultima nella stagione 2016-2017) e la Vallassinese Holcim nel 2003-2004 e 2004-2005.
La rappresentativa comasca si è aggiudicata la Coppa Augusto Turati, trofeo disputato dalle squadre delle province lombarde, nel 1928, battendo in finale la selezione di Brescia.

### Canottaggio
Il canottaggio è forse lo sport maggiormente legato alla storia del lago di Como. Quasi tutti i paesi che si affacciano sul lago possiedono una società di canottieri. La più titolata è la Canottieri Lario di Como, fondata nel 1891, la quale ha dato i natali sportivi a uno dei più grandi atleti italiani in questo sport, Giuseppe Sinigaglia. Sono diciassette le vittorie a livello mondiale per la società e un centinaio quelle nei campionati italiani.
Da ricordare anche altre squadre come la Canottieri Bellagio, nata nel 1908 e la Canottieri Cernobbio, con atleti ed equipaggi spesso ai vertici in Europa e nel mondo.

### Ciclismo
Il ciclismo è una delle attività sportive di maggior rilievo nella provincia: ogni anno il Giro di Lombardia, una delle cinque "Classiche Monumento" del ciclismo percorre le strade comasche, con partenza e/o arrivo che spesso coincide con la citta di Como. Tra le salite più iconiche si ricordano quella del Muro di Sormano, Ghisallo, il Civiglio e l'ascesa di San Fermo
Il ciclista più noto che nacque nel territorio lariano è Fabio Casartelli, medaglia d'oro alle Olimpiadi di Barcellona nel 1992 e morto durante la 15ª tappa del Tour de France del 1995. Notevole anche la vittoria della medaglia d'oro nell'inseguimento a squadre ai Giochi di Los Angeles 1932 da parte di Paolo Pedretti, nativo di Orsenigo.
Altri ciclisti famosi sono Luca Paolini di Brenna, vincitore della medaglia di bronzo ai mondiali di ciclismo 2004, e Davide Ballerini di Cantù, attualmente in attività.
Ai ciclisti di tutto il mondo è particolarmente caro il santuario della Madonna del Ghisallo, che ospita moltissimi cimeli donati dai grandi campioni del passato.
Molto rinomata e la società giovanile C.C. Canturino 1902 tra le più importanti in Italia per la crescita di giovani talenti.

### Hockey su ghiaccio
La principale società hockeistica, l'Associazione Hockey Como, disputa il campionato nazionale quasi ininterrottamente dalla stagione 1971-1972 e vanta quattro partecipazioni alla Serie A.
A livello femminile, dal 1991 al 2007 l'Hockey Club Lario Halloween ha partecipato a tutte le edizioni del massimo campionato, arrivando sino al 3º posto. La società non è più attiva dopo la stagione 2006-2007.

### Pallacanestro
La pallacanestro è lo sport che ha regalato maggiori successi e trionfi alla provincia di Como con la Pallacanestro Cantù in campo maschile e la Pool Comense in campo femminile.
La società canturina, fondata nel 1936, ha sfornato talenti come Pierluigi Marzorati, Carlo Recalcati e Antonello Riva. In ambito nazionale ha conquistato tre scudetti e due Supercoppe italiane mentre un palmarès di due Coppe dei Campioni, quattro Coppe delle Coppe, quattro Coppe Korac e due Coppe Intercontinentali ne fanno la seconda squadra più titolata d'Europa dopo il Real Madrid. Per questo motivo viene chiamata anche la "Regina d'Europa".
A oggi i cestisti più famosi sono Awudu Abass di Como e Gabriele Procida di Lipomo, entrambi di scuola canturina.
La Pool Comense, oltre a essere la società sportiva più antica della provincia (fu infatti fondata nel 1872) detiene il record circa il maggior numero di titoli vinti nella pallacanestro femminile, tanto in Italia quanto in Europa, con venticinque trofei in quindici anni tra il 1990 e il 2004. Il suo palmarès comprende quindici scudetti, cinque Coppe Italia, sei Supercoppe italiane, due EuroLeague Women e un Mundialito. La prima squadra ha cessato l'attività dopo la stagione 2011-2012 e attualmente è attivo il solo settore giovanile. A ogni modo, in passato è esistita anche una sezione maschile in seno alla medesima società.

### Pallanuoto
La Como Nuoto per la stagione 2012-2013 ha una squadra nel campionato nazionale di Serie A2 a livello sia maschile sia femminile.

### Pallavolo
La principale squadra della provincia è la Libertas Brianza, formazione canturina che ha disputato il campionato di Serie A2 nel 2011-2012 e milita costantemente nel campionato dalla stagione 2013-14. Nella stagione 2013-14 ha raggiunto ii miglior risultato della storia con la finale promozione persa contro il Volley Milano. Nella stagione 2022-23 ha raggiunto le semifinali di Coppa Italia di Serie A2 e la finale di Supercoppa Italiana di Serie A2.
A livello femminile ii Pool Volley Alta Brianza ELDOR ha raggiunto la serie A2 nella stagione 2001-2002 prima di cedere il titolo sportivo. Dalla stagione 2021-22 ii Club Sportivo Alba di Albese con Cassano milita nel campionato di Serie A2.
È nato a Como il pallavolista Simone Anzani, che vanta nel suo palmarès diversi titoli italiani e medaglie con la nazionale.

### Altri sport
Due sono i piloti comaschi che hanno corso con una monoposto in Formula 1: Arturo Merzario, tra il 1972 e il 1979 e Max Papis, che corse nella stagione 1995.
Un appuntamento fisso per gli appassionati delle due ruote a motore è il Circuito del Lario, gara di moto d'epoca.
La città di Como dagli anni ottanta a oggi è stata protagonista nella ginnastica ritmica italiana e mondiale con diverse talentuose ginnaste, che hanno raggiunto i vertici in competizioni nazionali e internazionali, regalando all'Italia alcune importantissime medaglie ai campionati del mondo e ai Giochi olimpici.
Lo schermidore Antonio Spallino è stato campione del mondo nel 1949, 1954 e 1955 e campione olimpico a Melbourne nel 1956.

### Atletica
Il velocista Chituru Ali di Como ha raggiunto la finale dei 60 metri piani ai Campionati mondiali di atletica leggera indoor di Glasgow nel 2024 e la finale dei 100 metri piani agli Europei di Monaco di Baviera del 2022. Ha vinto la medaglia d'argento nei 100 metri piani ai Campionati europei di atletica leggera 2024 di Roma. Risulta essere il terzo atleta italiano a sfondare la barriera dei 10" nei 100 metri piani con il 9"56 siglato al Meeting di Turku il 18-6-2024.

### Tennis
Dal 2006 viene organizzato annualmente il Città di Como Challenger, torneo professionistico valido per il circuito ATP Challenger Tour. Il torneo si disputa sui campi in terra rossa del Circolo Tennis Como.

### Motonautica
Famosa è la tradizione comasca nella motonautica: Renato Molinari di Nesso vanta tre vittorie nel campionato del mondo di formula 1 motonautica, mentre il marianese Guido Cappellini ha vinto ben dieci edizioni del mondiale di F1, oltre a vantare il record mondiale di velocità sull'acqua della F1 con 256,26 km/h stabilito nel 2005 e ad aver conquistato 70 pole position e 62 Gran Premi 

### Impianti sportivi
- Stadio Giuseppe Sinigaglia - Como
- Palaghiaccio Casate - Como
- Pala Francescucci - Casnate con Bernate (noto anche come Palasampietro)
- Cantù Arena - Cantù (in costruzione)
- Palasport Pianella - Cucciago (non più in uso)
- Palazzetto dello sport Parini - Cantù
- Centro Sportivo Suning - Appiano Gentile